# فرودگاه بین‌المللی کوناکری
فرودگاه بین المللی احمد سکو توره (به انگلیسی: Ahmed Sékou Touré International Airport) یک فرودگاه همگانی با کد یاتا CKY است که یک باند فرود آسفالت دارد و طول باند آن ۳۳۰۰ متر است. این فرودگاه در شهر کوناکری کشور گینه قرار دارد و در ارتفاع ۲۲ متری از سطح دریا واقع شده‌است.

## شرکت‌های هواپیمایی و مقصدهای پروازی
| شرکت‌های هواپیمایی                 | مقصدهای پروازی                               |
| --------------------------------- | -------------------------------------------- |
| ایگل آزور                         | باماکو-سانوو، اورلی                          |
| ایر ساحل عاج                      | پورت بوئت، لئوپولد سدار سنگور                |
| ایر فرانس                         | شارل دوگل پاریس                              |
| ASKY Airlines                     | باماکو-سانوو، لئوپولد سدار سنگور، لومه-توکین |
| بروکسل ایرلاینز                   | بروکسل                                       |
| هواپیمایی امارات1                 | دوبی                                         |
| هواپیمایی اتیوپی                  | بوول                                         |
| Mauritania Airlines International | لئوپولد سدار سنگور، Nouakchott               |
| هواپیمایی پادشاهی مراکش           | محمد پنجم                                    |
| تونس ایر                          | لئوپولد سدار سنگور، تونس قرطاج               |
| ترکیش ایرلاینز                    | آتاترک                                       |

Notes
^ : هواپیمایی امارات' flight from دوبی to Dakar continues to Conakry, but the initial outbound from دوبی to Dakar is nonstop. Emirates does not have local traffic rights on the Dakar to Conakry sector.